# Lockarbo
Lockarbo är en by i Nora socken, Uppland, Heby kommun.
Lockarbo omtalas i dokument första gången 1312 ("in lokaruabodhum", "in løcaruæbodhom"). Förleden har antagits vara en sammansättning av mansbinamnet Lokke och arve i betydelsen arvingar och hela namnet skulle då betyda "Lockes arvingars bodar". Markgäldsförteckningen 1312 upptar en skattskyldig till 4 öre och två som restar 1 mark. I jordeböckerna på 1500-talet upptas Lockarbo som ett mantal skatte om 3 öresland 12 penningland samt en skattejutjord, 1541–1545 lydande under Lockarbo, från 1548 lydande till Boda. Lockarbo sägs i samband storskiftet i Stalbo 1767–1768 ligga inom byns ägor och vara avgärdat därifrån.
Bland bebyggelser på ägorna har funnits Olle Matssons torp på nordöstra delarna av ägorna, anlagt i slutet 1800-talet men nu rivet.